# Fosse no 6 des mines de Meurchin
La fosse no 6 de la Compagnie des mines de Meurchin est un ancien charbonnage du Bassin minier du Nord-Pas-de-Calais, situé à Carvin. Il s'agit de la dernière fosse créée par la Compagnie, à la même période que la fosse no 5. C'est également le puits le plus oriental et le plus austral de la Compagnie. La cité Fachoda est bâtie à proximité de la fosse. La fosse est détruite pendant la Première Guerre mondiale.
La Compagnie de Meurchin est rachetée par celle de Lens en 1920. Cette dernière entreprend la reconstruction de la fosse dans son style architectural. La fosse no 6 cesse d'extraire en 1932, et son puits est remblayé l'année suivante. En 1932, à 700 mètres plus au sud, la Compagnie des mines de Courrières met en service le puits no 24 de sa fosse no 24 - 25.
Au début du XXIe siècle, Charbonnages de France matérialise la tête de puits no 6. La salle des machines, la salle des générateurs et le dépôt de benzine sont détruits en mars et avril 2010. Il s'agissait des derniers vestiges de la fosse.

## La fosse
Alors que la Compagnie des mines de Meurchin n'a pas mis en chantier de nouvelles fosses depuis 1869, elle décide d'en ouvrir deux en 1904,, aux extrémités occidentales et orientales de sa concession. La fosse no 5 est ouverte à Billy-Berclau.

### Fonçage
La fosse no 6 est ouverte à Carvin en 1904, près des limites avec Meurchin et Estevelles. Il est ouvert à la côte de 88,81 mètres. C'est à Carvin que la Compagnie du même nom a ouvert ses fosses nos 1, 2, 3 et 4, et la Compagnie des mines d'Ostricourt sa fosse no 4. La fosse est en conséquence proche des concessions de Carvin et de Courrières.

### Exploitation
La fosse no 6, à l'instar des fosses nos 1 et 3 - 4, est une fosse d'extraction. Son aérage est assurée par la fosse no 2, sise à Meurchin, à 1 050 mètres au nord-nord-ouest du puits no 6. La fosse a été commencée en mars 1863, et abandonnée à la suite de son inondation en 1866,,. Un puits no 7 a été ajouté à quelques décamètres du puits no 2 à partir de 1913.
La fosse no 6 est détruite durant la Première Guerre mondiale. La Compagnie de Meurchin est rachetée par celle de Lens en 1920. Cette dernière entreprend la reconstruction de la fosse no 6 dans son propre style architectural. Les accrochages ont été ouverts aux profondeurs de 152, 197, 250 et 309 mètres.
La fosse cesse d'extraire en 1932, son puits, profond de 314 mètres, est remblayé en 1933. Il était prolongé par un sondage jusque 370,50 mètres. Alors que la fosse est fermée en 1932, la Compagnie des mines de Courrières met en service le puits no 24 de la fosse no 24 - 25 à Estevelles, à 700 mètres au sud de la fosse no 6. Cette dernière est ensuite reconvertie en ferme des mines.

### Reconversion
Au début du XXIe siècle, Charbonnages de France matérialise la tête de puits. Le BRGM y effectue des inspections chaque année. En mars et avril 2010, la salle des machines, la salle des générateurs et le dépôt de benzine sont détruits, ils étaient abandonnés depuis de nombreuses années, et assez dégradés.

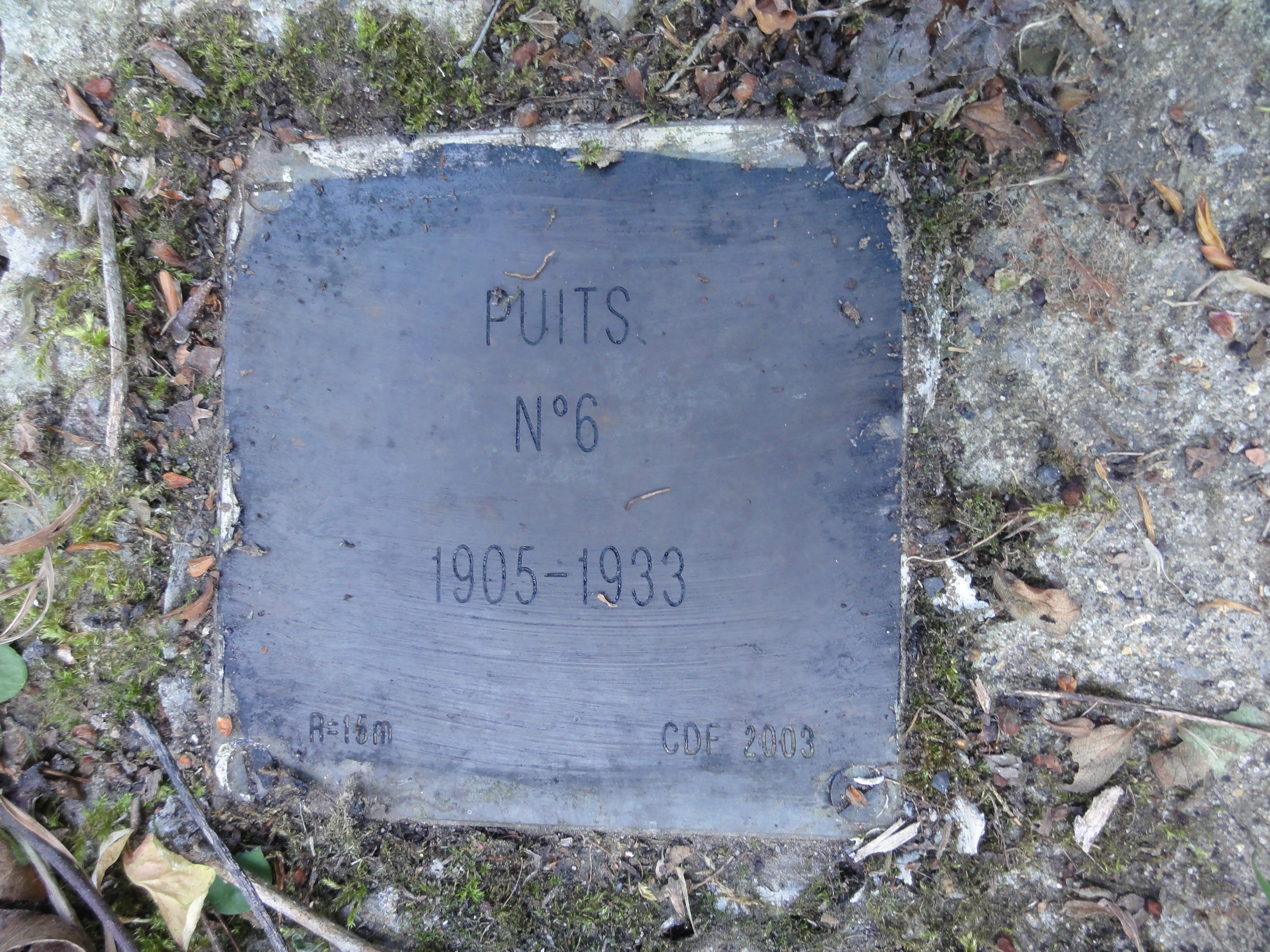
Puits no 6, 1905-1933.
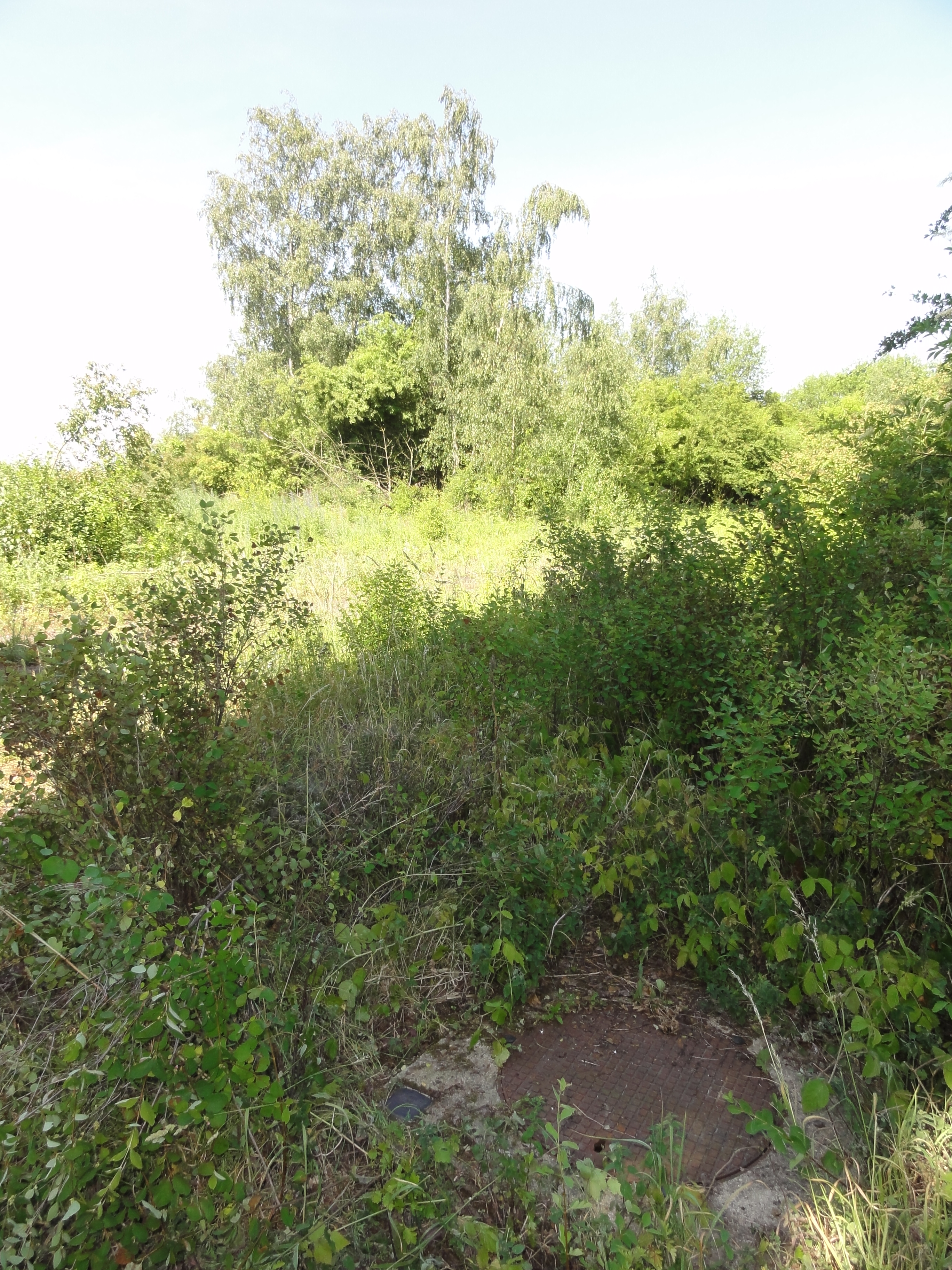
Tête de puits matérialisée no 6.
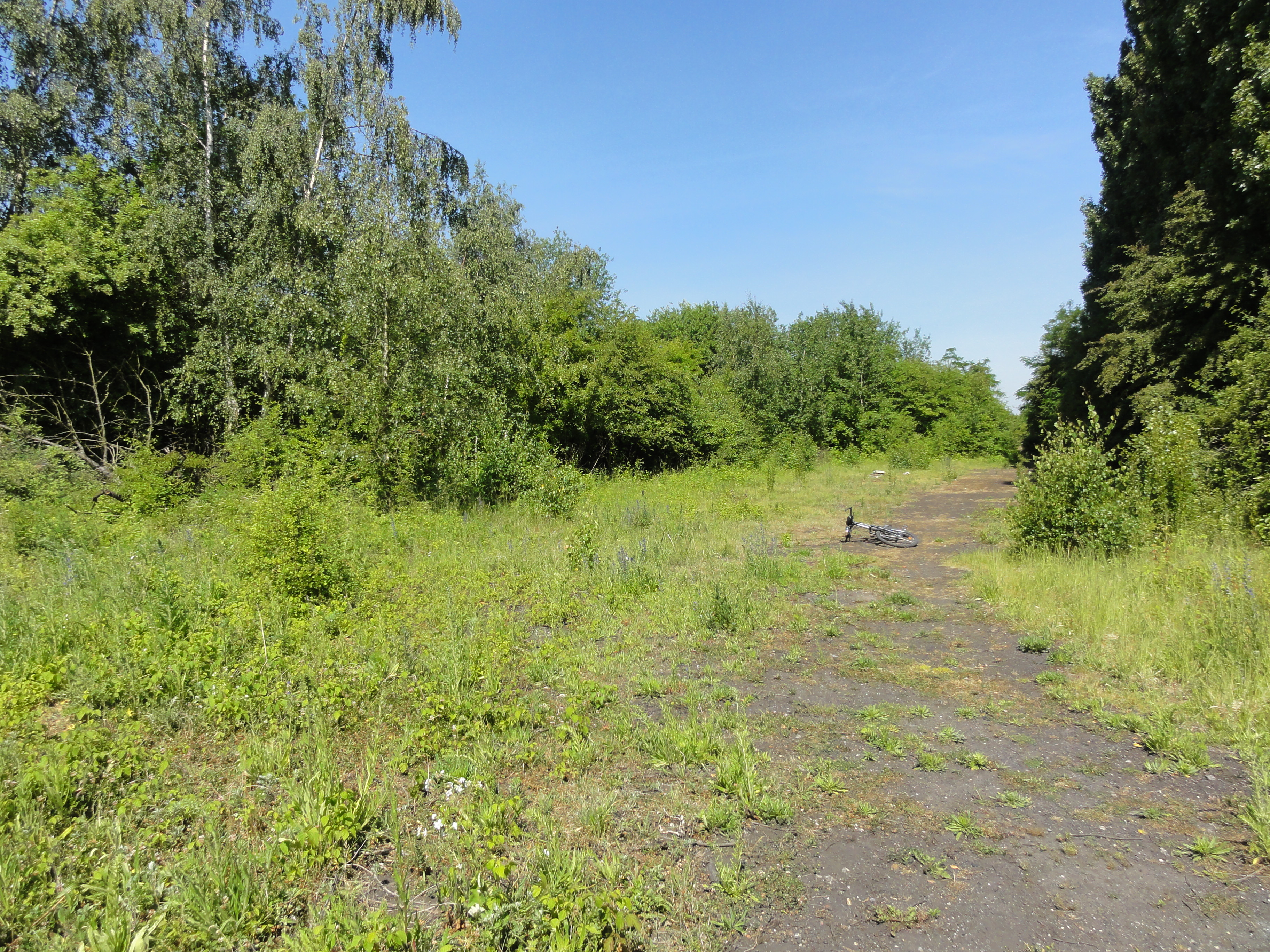
Chemin d'accès vers le puits.
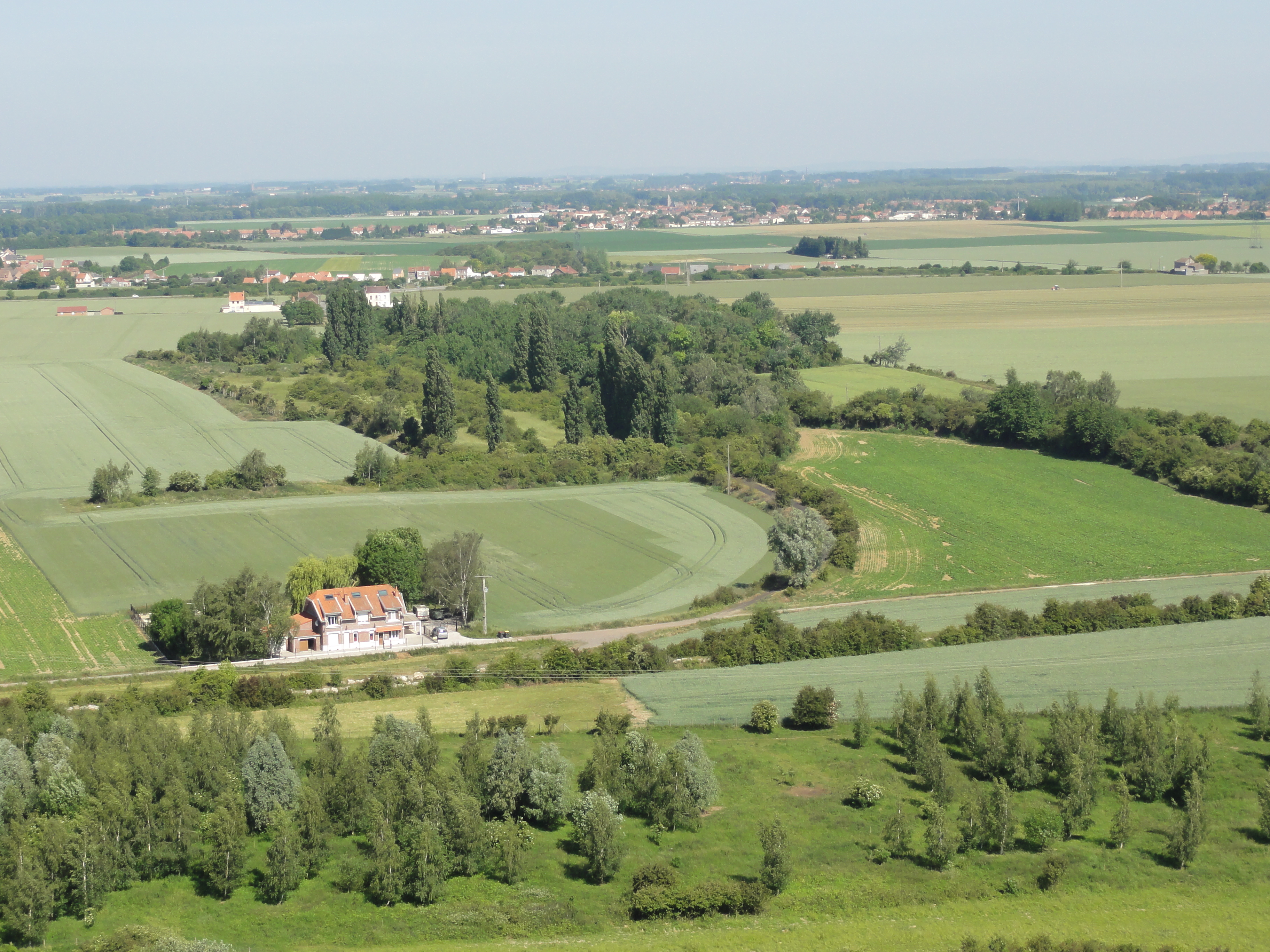
La fosse no 6 vue depuis le terril no 98 de la fosse no 24 - 25[note 4].
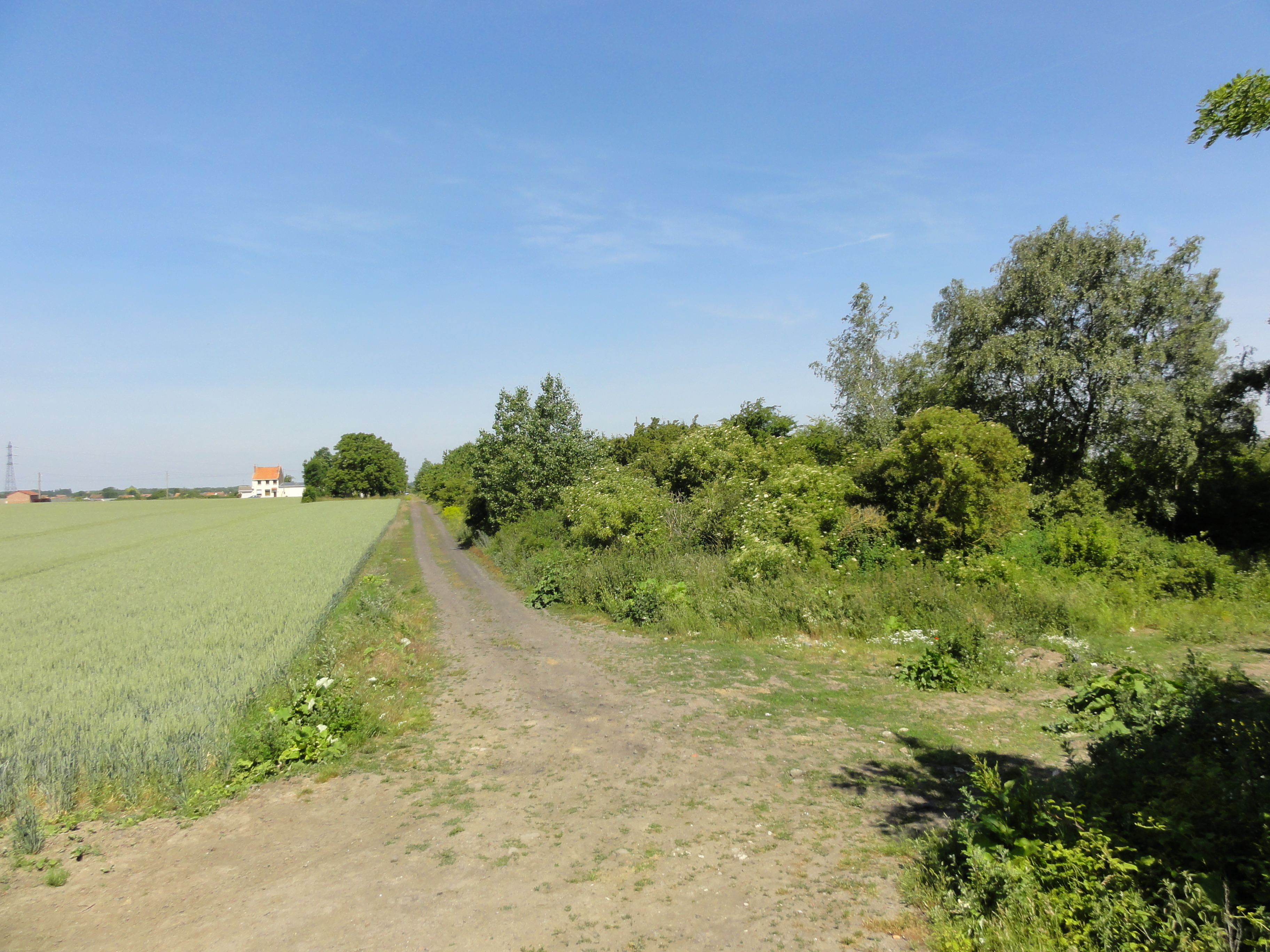
Embranchement ferroviaire vers les fosses nos 2 - 7 puis 1.
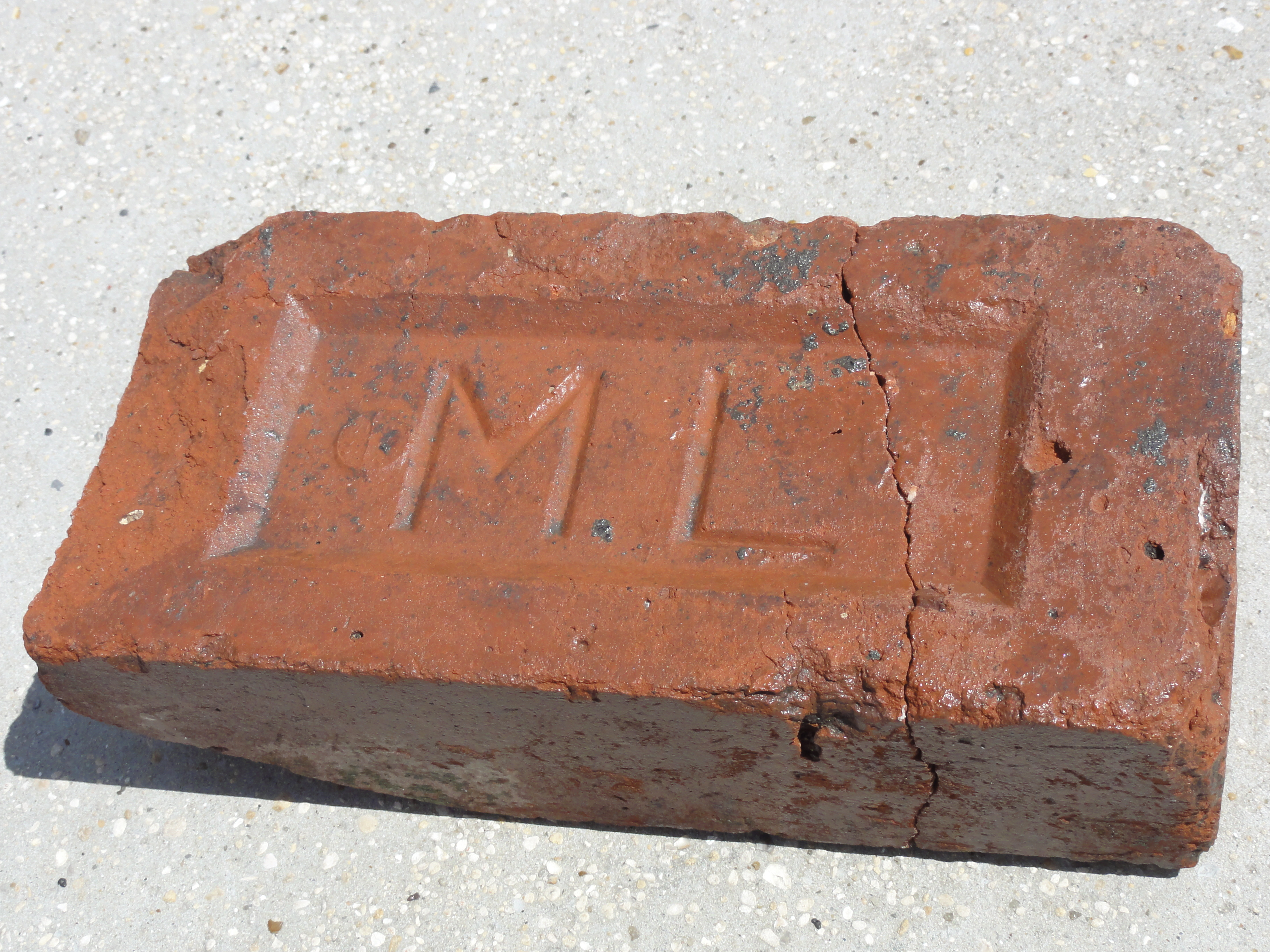
Brique estampillée « M.L. » pour Mines de Lens récupérée sur le carreau de fosse et vernie.

## La cité
La cité Fachoda, édifiée à Meurchin, par la Compagnie de Meurchin, a été détruite en 2010,.